# Daria Obratov
Daria Obratov (ur. 12 grudnia 1989) – chorwacka saneczkarka. Od 2018 roku reprezentuje Holandię.

## Życiorys
Karierę zaczęła jako szczypiornistka. Niestety kontuzja kolana spowodował, że nie mogła dalej uprawiać tej dziedziny sportu. Zmieniła dyscyplinę na saneczkarstwo. Nie udało jej się zakwalifikować do udziału w Olimpiadach w 2010 roku i 2014. Zakwalifikowała się i wzięła udział w Zimowych Igrzyskach Olimpijskich 2018.  W ten sposób została pierwszą chorwacką saneczkarką biorącą udział w Olimpiadzie, gdzie zajęła 28. miejsce.
Od sezonu 2018/19 roku zawodniczka reprezentuje Holandię.

## Nagroda Fair Play
W 2018 roku chorwacki Komitet Olimpijski i Chorwacka Rada Fair Play  nominowały Darię do Europejskiej Nagrody Fair Play. Jest ona przyznawana corocznie podczas kongresu European Fair Play Movement. Zawodniczka w grudniu 2017 roku podczas Mistrzostw Świata w Kanadzie pożyczyła swoje saneczki reprezentantowi Indii Shiva Keshavanowi. Shiva uszkodził swoje saneczki, a nie występując w Mistrzostwach straciłby możliwość zakwalifikowania się do Igrzysk Olimpijskich w 2018 roku. Pomimo że żeńskie sanki są mniejsze, indyjskiemu zawodnikowi udało się zjechać i zdobyć kwalifikację. Daria występowała wkrótce po nim i również się zakwalifikowała.
Podczas Walnego Zgromadzenia EFPM (Europejskiego Ruchu Fair Play) otrzymała nagrodę EFPM Fair Play Spirit Award 2018.